# Clio Goldsmith
Clio Goldsmith (anteriormente Clio Shand, 16 de junio de 1957) es una ex-actriz francesa, que aparece sobre todo como una mujer fatal en algunas películas de la década de 1980. Es la hija del ecólogo Edward Goldsmith y de Gillian Marion Pretty.

## Carrera
Comenzó a actuar en la película de 1980, La Cicala de Alberto Lattuada. Junto a Virna Lisi y Anthony Franciosa, interpretó a una chica amante de la diversión que termina como prostituta. En 1981, interpretó a la prostituta Clemencia en la película de Mauro Bolognini, La storia vera della signora delle camelie junto con Isabelle Huppert. En Plein sud, ella promete que hará el amor con el primer idiota que vea, seduciendo a Patrick Dewaere.
En 1982, su papel principal en la comedia Le cadeau le proporcionó una cierta fama internacional. La película de Michel Lang, que fue producida por su primo Gilbert de Goldschmidt, contó con Pierre Mondy y Claudia Cardinale. Goldsmith interpreta a una chica hermosa llamada, un regalo para un banquero retirado de sus colegas. Después de otros dos papeles, y de haber aparecido dos veces en una revista italiana de entretenimiento para adultos llamada Playmen, se retiró de la actuación.
De 1982 a 1985 estuvo casada con el empresario italiano Carlo Alessandro Puri Negri (nacido en 1952), un heredero Pirelli. Tienen una hija. En 1990 se casó con el autor británico Mark Shand, el hermano de Camila de Cornualles y tuvieron una hija en 1995, Ayesha. Shand confirmó en 2010 que la pareja se había divorciado el año anterior.

## Filmografía
- 1980: The Cricket (La cicala)
- 1980: La storia vera della signora delle camelie
- 1981: Honey (Miele di donna)
- 1981: Heat of Desire (Plein sud)
- 1981: La caduta degli angeli ribelli
- 1982: Miss Right (La donna giusta)
- 1982: Le grand pardon
- 1982: Bankers Also Have Souls (Le cadeau)
- 1984: ...e la vita continua (TV)
- 1986: Tug of Love (L'étincelle )